# Zosia Mamet

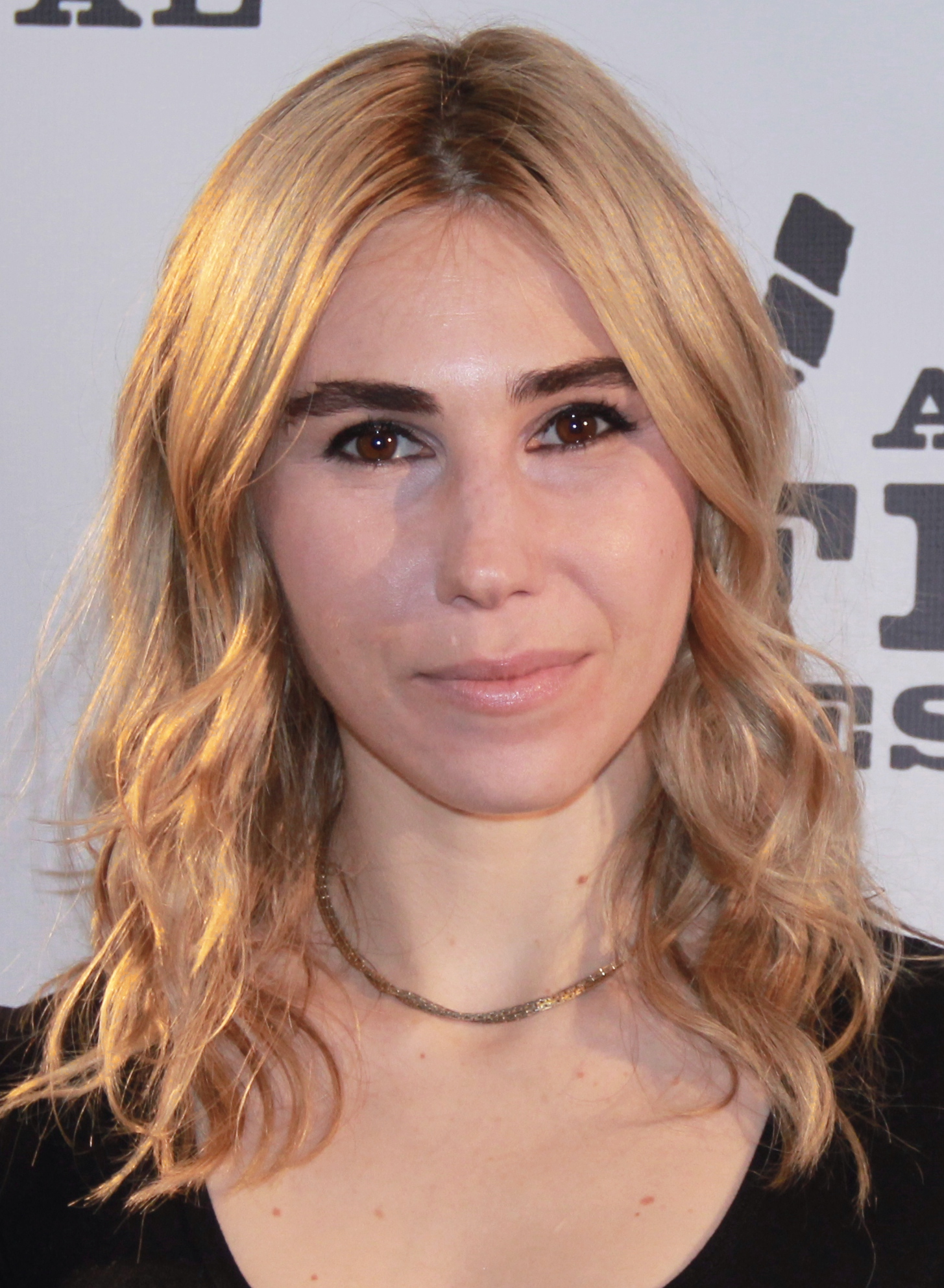
Zosia Mamet (2016)

Zosia Russell Mamet (/ˈzɑːʃəˈmæmɨt/; * 2. Februar 1988 in Randolph (Vermont)) ist eine US-amerikanische Schauspielerin und Sängerin. Sie ist bekannt aus Fernsehserien wie Mad Men, United States of Tara, Parenthood und spielte Shoshanna Shapiro in der HBO-Serie Girls.

## Leben
Mamet ist die Tochter des US-amerikanischen Dramatikers, Essayisten, Drehbuchautors und Regisseurs David Mamet und der Schauspielerin Lindsay Crouse. Ihr Großvater mütterlicherseits war der Dramatiker Russel Crouse und einer ihrer Urgroßväter mütterlicherseits der Pädagoge John Erskine. Sie hat eine Schwester, Willa, die Fotografin ist, und zwei Halbgeschwister, Carla, die ebenfalls Schauspielerin ist, und Noah. Sie bezeichnet sich als Jüdin. Ihr Vater ist Jude und ihre Mutter Buddhistin. Bis zu ihrem fünften Lebensjahr lebte sie in New England. Danach zog ihre Mutter mit ihr und ihrer Schwester nach Pacific Palisades. Nach ihrem High-School-Abschluss entschied sich Mamet, nicht aufs College zu gehen, sondern Schauspielerin zu werden.

## Gesang
Seit 2014 singt Mamet in der Band Chacha.

## Filmografie (Auswahl)
- 1994: Tödliches Klassentreffen (Fernsehfilm)
- 2004: Spartan
- 2006–2007: The Unit – Eine Frage der Ehre (Fernsehserie, 5 Folgen)
- 2009: Off the Ledge
- 2010: The Kids Are All Right
- 2010: Greenberg
- 2010: Cherry
- 2010: Taras Welten (Fernsehserie, 7 Folgen)
- 2010–2011: Parenthood (Fernsehserie, 5 Folgen)
- 2010–2012: Mad Men (Fernsehserie, 5 Folgen)
- 2012–2017: Girls (Fernsehserie, 48 Folgen)
- 2013: The Last Keepers
- 2015: Bleeding Heart
- 2015: Dominion
- 2016: Wiener-Dog
- 2018: Under the Silver Lake
- 2019: Stadtgeschichten (Fernsehserie, 6 Folgen)
- 2019, 2021: Dickinson (Fernsehserie, 2 Folgen)
- 2019: Stumptown (Fernsehserie, Folge 1x02 Missed Connections)
- 2020–2022: The Flight Attendant (Fernsehserie, 16 Folgen)
- 2020: Last Call
- 2021: The Other Two (Fernsehserie, Folge 2x01 Chase Goes to College)
- 2022: Allein mit dir (Alone Together)
- 2023: Trolls – Gemeinsam Stark (Trolls Band Together, Stimme)
- 2024: Madame Web
- 2024: The Decameron (Fernsehserie)